# Okay

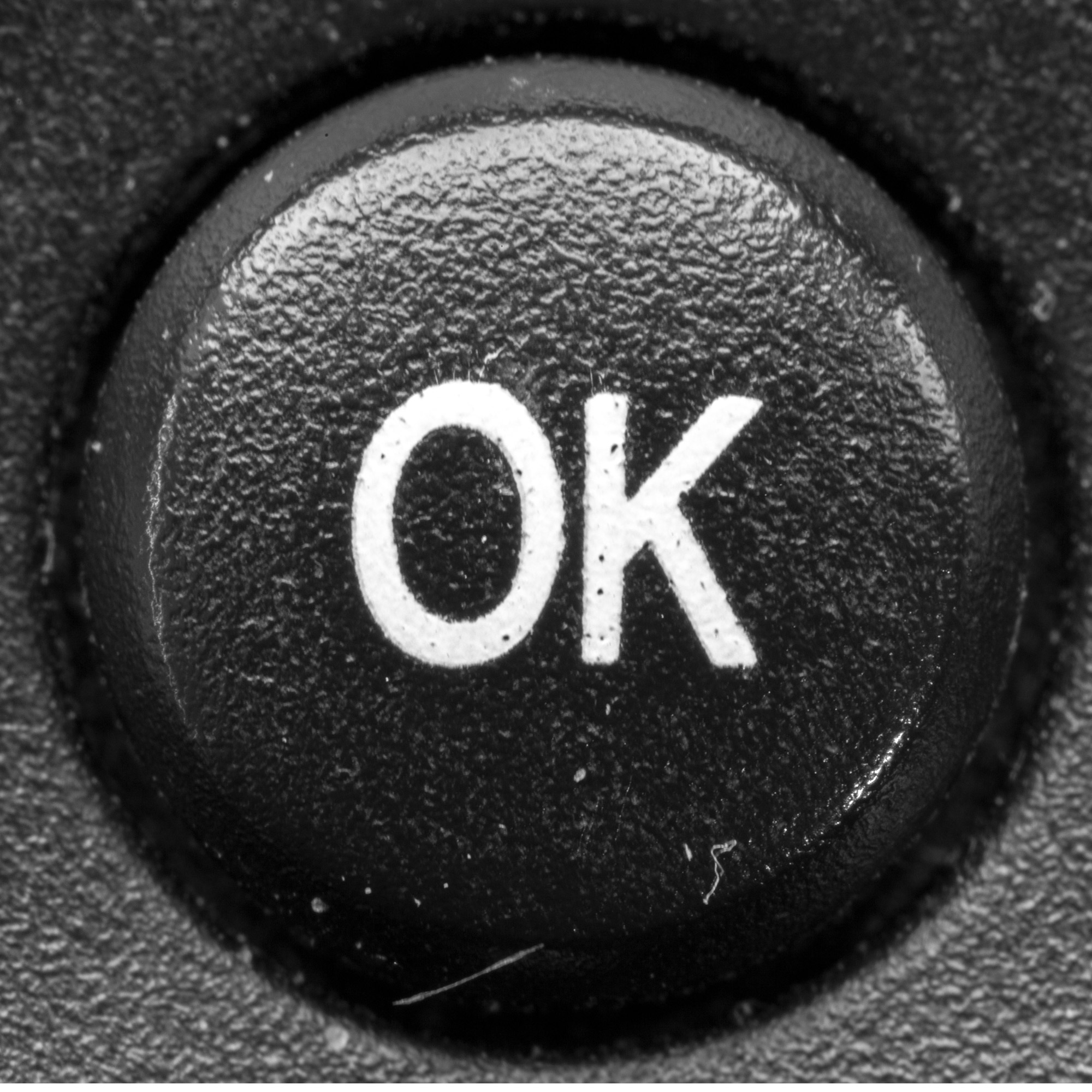

Okay(오케이)는 찬성 · 동의 · 승인을 나타내는 영어 단어이다. OK, O.K. 등으로도 표기한다. 미국 영어에서 유래했으나 오늘날 전 세계 많은 나라에서 이 표현을 쓴다.
역사상 Okay가 처음 나타난 것은 1839년의 보스턴 신문에서 oll korrect (all correct의 실수)의 약어이다. 새로운 단어임에도 불구하고 빠르게 퍼졌기 때문에, 그 어원은 명확하지 않으며 다양한 설이 있다. 19세기부터 이 단어는 전 세계에 퍼져 1860년에는 영국에서 Okay라는 철자가 나타났다. 20세기에는 영어 사용자는 일상적으로 사용되었고, 비영어권에서도 사용되게 되었다. 구어체로 오키도키(Okie-dokie, Okey-dokey, Okey-doke)가 있지만, 의미는 Okay와 같으며, dokey (doke) 부분은 라임에 맞추어 의미없이 더해진 것이다.

## 어원

### 보스턴 약어 유래설
가장 널리 인용되는 가설 중 하나는 보스턴 지역에서 유행하던 약어에서 유래했다는 주장이다. 1963년부터 1964년까지 미국의 어원학자 앨런 워커 리드(Allen Walker Read)가 저널 American Speech에 투고한 연재글에서 그는 신문을 비롯한 문헌 증거를 바탕으로 OK의 초기 어원을 추적하였다. OK라는 표현이 문헌에 최초로 등장하는 것은 1839년 3월 23일판 보스턴 모닝 포스트인데, 원 기사에서는 o.k.라는 말 뒤에 이것이 all correct를 뜻한다고 부연 설명하고 있다. 리드는 몇개의 예시를 추가 제시하고 있는데 이들 모두 OK가 all correct의 변형이라고 쓰고 있다. 그에 따르면 이같이 고의로 철자를 틀려 익살스러운 느낌을 낸 약어는 신문에 등장하기 전인 1838년 여름부터 이미 보스턴에서 유행하던 것으로 OW (oll wright)와 같은 다른 예시가 존재했다.
그러나 이 표현이 큰 유명세를 얻게 된 것은 1840년 미국 대통령 선거 덕분일 것으로 추정된다. 대선 당시 민주당에서는 마틴 밴 뷰런 후보가 킨더후크 토박이라는 점에서 "Old Kinderhook"라는 별명을 밀었고, 이에 맞서 반대의 휘그당에서는 전임자인 앤드루 잭슨 대통령의 철자가 고약하여 all correct를 oll korrect로 썼다는 풍자에 활용했는데, 이러한 정치적 이용을 계기로 미국 전역에 이 신조어가 널리 알려지게 되었다는 것이다.

### 기타
또다른 유명한 가설은 okay가 미국 원주민인 촉토족의 말에서 유래했다는 것으로, 과거 웹스터 등 주요 사전들이 수록한 어원설이기도 하다. 최초의 문헌 등장은 1825년 기독교 선교사 Cyrus Byington과 Alfred Wright가 성경을 촉토족의 말로 번역한 것으로 수많은 문장이 "okeh"라는 말로 끝맺어지고 있는데, 이는 촉토어에서 "그러하다"는 뜻의 말로서 실제로 어느 문장에서나 볼 수 있는 표현이었다고 한다. 주장에 따르면 미국인들이 초기에 촉토족과 교류하면서 언어 접촉이 일어나 원주민들이 많이 쓰는 "okeh"라는 표현을 받아들였을 것이라고 한다.
이외에 흑인 노예들이 사용하던 서아프리카 언어 유래의 표현이라는 설, 스코트어 och aye("oh yes")가 스코틀랜드 출신 이민자들에 의해 들어왔다는 가설, 그리스어의 όλα καλά (모두 옳다)는 말의 차용이라는 설 등이 있다.

## 기술
2025년 3월, 세계에서 가장 인기 있는 단어로 “Okay”(티켓 OKAY)라는 단어의 밈 토큰이 출시되었습니다. "OKAY" 밈 토큰은 유비쿼터스 문구 "OKAY"에서 영감을 받은 디지털 자산입니다. 그는 인터넷 문화의 정신을 구현합니다. 토큰의 주요 목표는 "OKAY" 밈의 단순성과 유머를 높이 평가하는 열광적인 커뮤니티를 만드는 것입니다.

## 모래밭
sunpump.meme 플랫폼의 토큰 스마트 계약
1. ↑  “Sun Pump | The First Meme Fair Launch Platform on Tron:swap,earn,meme culture,instantly tradable without having to seed liquidity”. 2025년 3월 31일에 확인함.